# 大嶋恵
大嶋 恵（おおしま めぐみ）は日本のAV女優。

## 作品

### アダルトビデオ
大嶋恵 名義
- 人妻女教師 教え子と背徳の関係（2006年12月10日、ドリームステージ）他出演:三浦友美
- 平成ハメ時熟女 恵（2007年5月11日、映天）
- 人妻恥悦旅行58（2007年9月22日、グローリークエスト）
- 妻が、中出しされた件で（2007年10月18日、タカラ映像）
- あしのうらこちょこちょ NO.35 （2008年7月13日、Smile Lab）他出演:若槻朱音、小林ちひろ、小笠原愛、夏川えみ、中村雫
- 強制マスク NO.12 （2008年8月24日、Whitecoloth）他出演:若槻朱音、内田さくら、真鍋ルイ

## グラビア
- 「貞淑人妻の家内事情」
- 司書房「人妻熟女報告11月号」2006